# Maritieme Provincies
De Maritieme Provincies (Engels: Maritime Provinces of The Maritimes, Frans: Provinces maritimes) is een regio van Canada die bestaat uit de oostelijke provincies New Brunswick, Nova Scotia en Prince Edward Island. Het gebied beslaat ruim 130.000 km² en telde in 2016 zo'n 1,8 miljoen inwoners.

## Geografie

### Provincies
De drie Maritieme Provincies zijn tegelijkertijd de drie kleinste deelgebieden van Canada. Tezamen met de oostelijker gelegen provincie Newfoundland en Labrador vormen ze Atlantisch Canada. Hoewel New Brunswick de grootste van de drie Maritieme Provincies is, telt Nova Scotia het meeste inwoners. 
| Provincie            | Oppervlakte        | Bevolking (2016) | Dichtheid      |
| -------------------- | ------------------ | ---------------- | -------------- |
| Nova Scotia          | 55.284 km² (41,4%) | 923.598 (50,9%)  | 17,45 inw./km² |
| New Brunswick        | 72.907 km² (54,6%) | 747.101 (41,2%)  | 10,46 inw./km² |
| Prince Edward Island | 5.660 km² (4,2%)   | 142.907 (7,9%)   | 25,25 inw./km² |

### Grootste stedelijke gebieden
Halifax is bij verre de grootste stedelijke agglomeratie van het gebied. De Metropoolregio Halifax huisvest bijna een kwart van het bevolkingsaantal van de Maritieme Provincies. 
| Stad        | Provincie     | Metropoolregio | Bevolkingskern                    |
| ----------- | ------------- | -------------- | --------------------------------- |
| Halifax     | Nova Scotia   | 403.390 inw.   | 316.701 inw.                      |
| Moncton     | New Brunswick | 144.810 inw.   | 108.620 inw.                      |
| Saint John  | New Brunswick | 126.202 inw.   | 58.341 inw. – Saint John          |
| Saint John  | New Brunswick | 126.202 inw.   | 24.445 inw. – Quispamsis-Rothesay |
| Fredericton | New Brunswick | 101.760 inw.   | 59.405 inw.                       |